# Helianthus dissectifolius
Helianthus dissectifolius — вид квіткових рослин з родини айстрових (Asteraceae).

## Умови зростання
Північний схід Мексики (в штатах Чіўаўа і Дуранго).